# Département de Kaédi
Le département de Kaédi est l'un des cinq départements, appelés officiellement moughataas, de la région de Gorgol, dans le sud de la Mauritanie. Kaédi est en le chef-lieu.

## Histoire
Le 8 septembre 2021, le gouvernement mauritanien a adopté un projet de décret donnant lieu à la création de six nouvelles moughataas à travers le pays, dont celle de Lexeiba. L'arrondissement de Lexeiba 1, anciennement dans ce département, devient une nouvelle moughataa. Le département de Kaédi perd donc au moins une commune : Lexeiba 1. 

## Géographie
Le département de Kaédi est situé à l'ouest dans la région de Gorgol et s'étend sur 4 205 km2.
Il est délimité au nord par le département de M'Bagne et le département d'Aleg, à l'est par le département de Monguel, le département de Lexeiba et le département de M'Bout, au sud par le département de Maghama, à l'ouest par le fleuve Sénégal, qui fait la frontière avec le Sénégal.

## Démographie
En 1988, l'ensemble de la population du département de Kaédi regroupe un total de 73 985 habitants.
En 2000, le nombre d'habitants du département est de 86 836 (41 346 hommes et 45 490 femmes).
Lors du dernier recensement de 2013, la population du département a augmenté à 121 726 habitants (58 835 hommes et 62 891 femmes), ce qui représente 36 % de la population totale de la wilaya et une croissance annuelle de 2,8 % depuis 2000,.
Tous ces chiffres incluent la commune de Lexeiba 1, qui ne fait plus partie du département depuis septembre 2021.

## Liste des communes
Le département de Kaédi est constitué de six communes :
- Djewol
- Ganki
- Kaédi
- Néré Walo
- Tokomadji
- Toufoundé Civé